# Список померлих 2010 року

### В Україні
- 8 лютого — Федір Михайлович Муравченко, головний конструктор і керівник Запорізького машинобудівного конструкторського бюро «Прогрес», член-кореспондент НАНУ
- 25 лютого — Дашкевич Ярослав Романович, український історик
- 24 травня — Нейко Євген Михайлович, академік АМН України
- 26 травня — Лесь Сердюк, актор театру та кіно, Народний артист України (1996)
- 29 травня — Ілько Кучерів, один з засновників Народного руху та засновник і директор фонду «Демократичні ініціативи»
- 9 червня — Олександр Олексійович Зінченко, український політик і журналіст.
- 12 червня — Некрутенко Юрій Павлович, ентомолог, перекладач.
- 15 червня — Юрій Герасимович Іллєнко, кінорежисер, кінооператор, сценарист, Народний артист України, лауреат Національної премії України імені Тараса Шевченка, академік Академії мистецтв України.
- 24 червня — Ісаєвич Ярослав Дмитрович, український історик, громадський діяч, академік НАН України, президент Міжнародної асоціації україністів, директор Інституту українознавства ім. І. Крип'якевича НАН України.
- 30 червня — Кримський Сергій Борисович, український філософ, культуролог, лауреат Шевченківської премії (2005)
- 4 липня — Віктор Васильович Скопенко, ректор Київського університету (1985—2008), академік НАНУ, Герой України
- 30 липня — Мозговий Микола Петрович, український естрадний співак, композитор-пісняр, народний артист України (1993).
- 7 серпня — Ставицька Леся Олексіївна, доктор філологічних наук.
- 18 серпня — Ульяненко Олесь Станіславович, український письменник, лауреат малої Шевченківської премії 1997 року.
- 25 серпня — Єжов Валентин Іванович, український радянський архітектор. Автор проектів забудови столичних мікрорайонів Троєщина і Теремки.
- 3 жовтня — Віра Роїк, українська вишивальниця, Заслужений майстер народної творчості, Герой України
- 9 листопада — Римар Петро Олексійович, український архітектор, член Національної спілки архітекторів України, член International Council on Monuments and Sites (ICOMOS) (Міжнародної ради з питань пам'яток і визначних місць), член Українського національного комітету ICOMOS, член Українського товариства охорони пам'яток історії та культури (УТОПІК).
- 23 листопада — Ледньов Павло Серафимович, український радянський спортсмен, п'ятиборець, дворазовий олімпійський чемпіон
- 24 листопада — Павлов Ігор Васильович, український авіабудівник, заступник генерального конструктора АНТК ім. О. К. Антонова
- 26 листопада — Королюк Параска Василівна (відома як баба Параска), активна учасниця Помаранчевої революції
- 7 грудня — Юрій Прокопович Спіженко, український хірург, академік АМНУ, міністр охорони здоров'я України у 1989-94 роках

### У світі
- 1 січня — Мохамед Рахмат, малайський політик[1].
- 11 січня — Георгій Арамович Гаранян, радянський і російський джазовий, класичний і естрадний саксофоніст, диригент, композитор
- 11 січня — Ерік Ромер, французький кінорежисер
- 15 січня — Маршалл Воррен Ніренберг, американський біохімік і генетик, лауреат Нобелівської премії з фізіології і медицини 1968 (за розшифровку генетичного коду).
- 15 січня — Джером Дейвід Селінджер, американський письменник, автор повісті «Над прірвою в житі»
- 8 лютого — Анна Самохіна, російська актриса
- 11 лютого — Ірина Архипова, радянська і російська оперна співачка, солістка Великого театру (1956—1988), народна артистка СРСР.
- 12 лютого — Нодар Кумаріташвілі, грузинський спортсмен-саночник, загинув на тренуванні в день відкриття Олімпіади
- 21 лютого — Володимир Мотиль, російський кінорежисер, автор фільму «Біле сонце пустелі»
- 25 лютого — Владислав Галкін, російський актор (нар. 1971)
- 12 березня — Мігель Делібес Сетьєн, іспанський письменник
- 22 березня — Валентина Толкунова, радянська російська естрадна співачка
- 27 березня — Василь Смислов, радянський шаховий гросмейстер, чемпіон світу 1957-58
- 1 квітня — Ед Робертс, американський інженер і підприємець, який розробив перший комерційно успішний персональний комп'ютер Altair 8800 в 1975
- 5 квітня — Віталій Севастьянов, льотчик-космонавт СРСР і російський політик
- 10 квітня — Лех Качинський, президент Польщі, розбився в авіакатастрофі під Смоленськом
- 21 квітня — Хуан Антоніо Самаранч, іспанський громадський діяч, сьомий презилент Міжнародного олімпійського комітету (1980—2001)
- 22 квітня — Віктор Нюренберг, люксембурзький футболіст
- 3 травня — Флоренсіо Кампоманес, філіппінський шахіст, президент ФІДЕ у 1982—1995
- 5 травня — Умару Яр-Адуа, президент Нігерії
- 5 травня — Джульєтта Сіміонато, італійська оперна співачка
- 16 травня — Ронні Джеймс Діо, американський рок-музикант
- 22 травня — Мартін Гарднер, американський математик, письменник, популяризатор науки.
- 25 травня — Пол Грей, басист метал-гурту Slipknot
- 29 травня — Денніс Гоппер, американський актор та режисер
- 1 червня — Андрій Вознесенський, російський радянський поет
- 3 червня — Володимир Ігорович Арнольд, російський математик
- 14 червня — Кизим Леонід Денисович, радянський український космонавт, двічі Герой Радянського Союзу
- 18 червня — Жозе Сарамаґо, португальський письменник, нобелівський лауреат 1998 року
- 26 червня — Альгірдас Бразаускас, президент і прем'єр-міністр Литви
- 29 червня — Рудольф Леопольд, колекціонер, засновник і директор музею Леопольда.
- 2 липня — Берил Бейнбридж, англійська письменниця.
- 5 липня — Боб Проберт, канадський хокеїст.
- 14 липня — Черниченко Юрій Дмитрович, російський письменник, громадський і політичний діяч.[2]
- 19 липня — Девід Воррен, австралійський науковець, винахідник бортового самописця
- 21 липня — Луїс Корвалан, голова Чилійської комуністичної партії
- 14 серпня — Еббі Лінкольн (народжена Анна Марія Вулдридж), американська джазова співачка і акторка
- 16 серпня — Дімітріос Іоаннідіс, член грецької військової хунти «чорних полковників» в 1967—1974, її голова в 1973—1974
- 17 серпня — Франческо Коссіґа, італійський політик, голова Ради міністрів Італії (1979—1980), Президент країни (1985—1992)
- 18 серпня — Нікола Кабіббо, італійський фізик
- 30 серпня — Ален Корно, французький режисер, продюсер і сценарист.
- 30 серпня — Франсіско Варальйо, аргентинський футболіст, нападник.
- 2 або 3 вересня — Олег Бебенін — білоруський журналіст, редактор сайту «Хартія'97». Помер за нез'ясованими обставинами.
- 12 вересня — Клод Шаброль, французький кінорежисер
- 24 вересня — Геннадій Янаєв, віце-президент СРСР у 1991, голова «Державного комітету з надзвичайного стану», який здійснив «серпневий путч»
- 29 вересня — Тоні Кертіс, американський актор
- 29 вересня — Георгій Харпак (Жорж Шарпак), французький фізик, лауреат Нобелівської премії з фізики (1992)
- 10 жовтня — Джоан Сазерленд, австралійська оперна діва
- 14 жовтня — Бенуа Мандельброт, французький математик, засновник фрактальної геометрії
- 20 жовтня — Боб Гуччіоне, засновник журналу для чоловіків Penthouse

- 20 жовтня —Ева Ібботсон, британська письменниця, авторка книг для дітей і підлітків.

- 23 жовтня — Девід Томпсон, прем'єр-міністр Барбадосу (від 2008)
- 27 жовтня — Нестор Кіршнер, президент Аргентини у 2003—2007
- 3 листопада — Віктор Степанович Черномирдін, прем'єр-міністр Росії (1992—1998), посол Російської Федерації в Україні (2001—2009)
- 10 листопада — Діно Де Лаурентіс, італо-американський кінопродюсер
- 22 листопада — Хосе Гонсальво Вівес, іспанський скульптор.
- 28 листопада — Маслаченко Володимир Микитович, радянський футболіст, воротар, спортивний коментатор СРСР, Росії
- 28 листопада — Леслі Нільсен, американський комедійний актор
- 29 листопада — Белла Ахмадуліна, російська поетеса, перекладач.
- 25 грудня — Карлос Андрес Перес, президент Венесуели у 1974-79 та 1989-93 роках
- 30 грудня — Роберто Альфонсо («Боббі») Фаррелл — діджей, танцюрист, бэк-вокаліст, колишній учасник гурту Boney M.